# La pioggia prima che cada
La pioggia prima che cada è un romanzo di Jonathan Coe del 2007.

## Trama e contenuti
Il titolo prende origine dalla frase, apparentemente insensata, che viene pronunciata da una bambina, Thea, sulla riva di un lago. Coe si affida alle emozioni di Thea per catturare quegli istanti che precedono un temporale: odori, rumori, ma anche bisogno di proteggersi, di correre, di coprirsi. E proprio su quel lago sta per finire un grande amore, quello di Rosamond e Rebecca, due giovani donne che sfidano le convenzioni di una Inghilterra anni cinquanta. 
Il libro è una raccolta di istantanee che Rosamond, settantenne e stanca di vivere, descrive in ogni dettaglio a Imogen, figlia di Thea, cieca dall'età di tre anni. Coe narra una storia lunga 50 anni attraverso la descrizione minuziosa di venti fotografie ad una donna non vedente.
Rosamond si affida ad un registratore e riempie ben quattro cassette. Si scola qualche bicchiere di whisky, aggiunge qualche goccia di diazepam e lascia un messaggio ad una sua nipote vivente, Gill: «Scova Imogen, falle avere questi nastri, deve conoscere la sua storia, la nostra storia».

## Edizioni
- Jonathan Coe, La pioggia prima che cada, traduzione di Delfina Vezzoli, Feltrinelli, 2007.